# 頭文字D (電影)
《頭文字D》（英語：Initial D）是一部於2005年上映的香港電影，由劉偉強和麥兆輝擔任導演，周杰伦、鈴木杏及陳冠希領銜主演；黃秋生、余文樂、杜汶澤、陳小春及鍾鎮濤主演。此電影根據日本漫画家重野秀一所編繪的漫畫作品《头文字D》為基礎，再把漫畫改編電影，然後進行拍攝製作。香港收获3786万港元，为年度华语片冠军。本片入選第62屆威尼斯影展非競賽片。

## 劇情内容
18歲高中生藤原拓海（周杰倫飾）五年來每天凌晨都開著父親藤原文太（黃秋生飾）殘舊的豐田Sprinter Trueno（AE86）運送豆腐，不論當天是刮大風、下大雨還是下大雪，在這樣的環境成長下的他練得一手出神入化的飄移技術。在旁人和父親的慫恿下，對汽車毫無興趣的拓海參加山路賽，並以送貨的AE86挑戰妙義Night Kids車隊的隊長中里毅（余文樂飾）的日產Skyline GT-R R32。正當眾人以為拓海慘敗之際，拓海竟然憑高超的技術擊敗對手，更激發起他對賽車的渴望，面對接着下來一連串驚險緊張的山路賽事，更与優秀的山路賽車手高橋涼介（陳冠希飾）和以三菱Lancer Evolution为主战车型的职业车队帝王队的隊長须藤京一（陈小春飾）一较高下。

## 演員表
| 演員       | 角色                             |
| 周杰倫     | 藤原拓海                         |
| 鈴木杏     | 茂木夏樹                         |
| 陈冠希     | 高橋涼介                         |
| 黄秋生     | 藤原文太                         |
| 余文樂     | 中里毅                           |
| 杜汶澤     | 立花樹(阿木)(影射原著角色武內樹) |
| 陳小春     | 須藤京一                         |
| 鍾鎮濤     | 立花佑一                         |
| 劉畊宏     | 岩城清次                         |
| 阿部力     | 健二                             |
| 田中千繪   | 美也（阿木的女朋友）             |
| 植木紀世彦 | 池谷浩一郎                       |
| 津村和幸   | X先生                            |
| 吉澤明步   | 賽車女郎（在刪除片段可以看到）   |

## 歌曲
主題曲《飄移》及插曲《一路向北》皆由方文山填詞，周杰倫作曲及演唱。
並收錄於周杰倫2005年發行的專輯11月的蕭邦中。

## 獎項
| 獎項             | 名單                   | 結果 |
| ---------------- | ---------------------- | ---- |
| 最佳電影         | 頭文字D                | 提名 |
| 最佳導演         | 劉偉強、麥兆輝         | 提名 |
| 最佳男配角       | 黃秋生                 | 獲獎 |
| 最佳新演員       | 周杰倫                 | 獲獎 |
| 最佳攝影         | 劉偉強、黎耀輝、伍文拯 | 提名 |
| 最佳剪接         | 黃 海                  | 提名 |
| 最佳原創電影音樂 | 陳光榮                 | 提名 |
| 最佳原創電影歌曲 | 飄移                   | 提名 |
| 最佳音響效果     | 曾景祥                 | 獲獎 |
| 最佳視覺效果     | 黃宏顯、黃宏達、張仲華 | 獲獎 |

| 獎項       | 名單    | 結果 |
| ---------- | ------- | ---- |
| 最佳男演員 | 黃秋生  | 提名 |
| 推薦電影   | 頭文字D | 獲獎 |

| 獎項         | 名單                   | 結果 |
| ------------ | ---------------------- | ---- |
| 最佳影片     | 頭文字D                | 提名 |
| 最佳男配角   | 黃秋生                 | 獲獎 |
| 最佳新演員   | 周杰倫                 | 提名 |
| 最佳攝影     | 劉偉強、黎耀輝、伍文拯 | 提名 |
| 最佳剪接     | 黃 海                  | 獲獎 |
| 最佳音響     | 曾景祥                 | 獲獎 |
| 最佳電影歌曲 | 飄移                   | 提名 |
| 十大華語片   | 頭文字D                | 獲獎 |

| 獎項       | 名單   | 結果 |
| ---------- | ------ | ---- |
| 最佳男配角 | 黃秋生 | 獲獎 |

| 獎項             | 名單                   | 結果 |
| ---------------- | ---------------------- | ---- |
| 最佳男配角       | 黃秋生                 | 獲獎 |
| 最佳新演員       | 周杰倫                 | 獲獎 |
| 最佳改編劇本     | 莊文強                 | 提名 |
| 最佳原創電影歌曲 | 飄移                   | 提名 |
| 最佳音效         | 曾景祥                 | 提名 |
| 最佳視覺效果     | 黃宏顯、黃宏達、張仲華 | 提名 |

| 獎項       | 名單   | 結果 |
| ---------- | ------ | ---- |
| 最佳新演員 | 周杰倫 | 提名 |

## 軼事
- 「頭文字D」這部於2001年開始籌備策劃，2004年正式開拍。最初原先由劉德華所屬的「天幕」公司與寰亞電影公司合作有意要接手開拍。之後因為一些因素曾暫時擱置，接著正加上2002年寰亞剛好籌拍「無間道」，於是當時寰亞電影官方也表態先拍完「無間道」之後再決定開拍「頭文字D」電影，後來2002年至2003年正值「無間道系列」三部曲票房開始大賣之後。決定將開拍「頭文字D」，而且演員人選名單決定沿用「無間道」班底成員加入拍攝。開拍的電影公司從最初的「天幕」改由「基本映畫」公司與寰亞聯合攝制，導演從較早暫定的劉偉強、之後的徐克、最後再改由劉偉強、麥兆輝接手拍攝。
- 「頭文字D」片中「藤原文太」「藤原拓海」倆父子角色原先籌畫初期演員人選曾屬意劉德華、陳冠希出演，女主角「茂木夏樹」最初也曾屬意由韓國女星李孝利出演。之後皆因為拍攝場景暫未定因素擱置未落實，最後「藤原拓海」角色改由當時已紅遍亞洲超人氣天王周杰倫出演。而由周杰倫出演「藤原拓海」實質上是最初導演徐克的屬意人選，並非劉偉強屬意人選。至於「藤原文太」一角從最初的劉德華、之後的柯受良，到後來因聞訊柯驟逝消息，最終才改由黃秋生出演。女主角「茂木夏樹」最終改由日本人氣女星鈴木杏出演。而陳冠希則改為飾演「高橋涼介」；余文樂則飾演「中里毅」。

## 外部連結
- 寰亞電影相關網站 - 頭文字D （页面存档备份，存于）（繁體中文）
- 頭文字D THE MOVIE avex side （页面存档备份，存于）（日語）
- Yahoo奇摩電影上《頭文字D》的資料（繁體中文）
- 開眼電影網上《頭文字D》的資料（繁體中文）
- 豆瓣电影上《頭文字D》的資料 （简体中文）
- 时光网上《頭文字D》的資料（简体中文）
- AllMovie上《頭文字D》的资料（英文）
- 爛番茄上《頭文字D》的資料（英文）
- 香港影庫上《頭文字D》的資料（繁體中文）
- 互联网电影数据库（IMDb）上《頭文字D》的资料（英文）